# Philippe Dhondt
Pour les articles homonymes, voir Dhondt et Boris.
Philippe Dhondt, né le 19 mai 1965 à Roubaix, France, est un auteur-compositeur-interprète et un animateur de radio français, sur Radio Galaxie (radio du Nord-Pas-de-Calais). Il est surtout connu pour avoir incarné le personnage de Boris notamment dans le tube de 1995 Soirée disco et Le Dormeur de Pleasure game en 1991.

## Carrière
Philippe Dhondt a obtenu dix Disques d'or au cours des années 1990 dans le Benelux[réf. nécessaire]. 
Depuis 2006, Philippe Dhondt se consacre uniquement au métier de comédien voix off. Il est « voix off » pour de nombreuses bandes-annonces, publicités, jeux vidéo, reportages ou émissions de télévision comme Pas de vacances pour Sébastien Cauet sur TF1.
Il a accepté de remonter sur les planches à l'occasion de la tournée des années 1990 (Génération Dance Machine), « Boris » bien placé entre Gala et Worlds Apart. La tournée a eu lieu dans les Zénith de France jusque fin 2011.

## Discographie

### En tant que Pleasure game, Boris, Dj Xam & Boris…

#### Singles
- 1991 : Le dormeur (Pleasure Game)
- 1991 : Le seigneur des ténèbres (Pleasure Game)
- 1992 : Activez les plaisirs (Pleasure Game)
- 1993 : Megamix (Pleasure Game)
- 1993 : Le petit chien qui fume (Pleasure Game)
- 1993 : Capitaine Flam (Pleasure Game)
- 1993 : Darla dirla dada, Na na na, Megamix (K.O. Culture)
- 1994 : Mustapha, Chérie je t'aime (Pleasure Game)
- 1995 : Le Martyr (Pleasure Game)
- 1995 : Soirée disco (Boris)
- 1996 : Miss Camping (Boris)
- 1996 : La Lettre (Boris)
- 1996 : A Toute Berzingue (Boris)
- 1997 : Il est vraiment Phénomenal (Phenomenal Club)
- 1997 : On r'met coin coin (Phenomenal Club)
- 1999 : T'es Zinzin (Dj Xam & Boris)
- 1999 : Ta mère elle va jumper (Dj Xam & Boris)
- 2000 : Arrête J'ai Mal A La Tête !!! (Dj Xam & Boris)
- 2000 : Last Train to Ibiza (Dj Xam & Boris)
- 2003 : Everybody's dancing (Dj Star)
- 2004 : Poupin-up (DJ Rien & Boris)
- 2004 : Soirée Bistrot (Boris Team)